# Jia Yi
Jia Yi (ur. 201 p.n.e., zm. 169 p.n.e.) − chiński poeta, urzędnik i teoretyk konfucjański z czasów dynastii Han.
Pochodził z Luoyangu. Wystosował do cesarza Wena memoriał, w którym nawoływał do przeprowadzenia reform w duchu konfucjańskim. Uważał, że społeczeństwo powinno funkcjonować jako jeden harmonijny organizm, zaś władca nie powinien rządzić niczym despota. Despotyczne rządy doprowadziły bowiem do upadku państwa Qin, którego cesarze narzucając siłą swoją wolę zaczęli popełniać w zarządzaniu krajem szereg błędów, z braku współpracy z poddanymi i zakazu krytyki rządzących niemożliwych do skorygowania. Krytykował politykę zagraniczną cesarstwa Han, nawołując do walki przeciwko Xiongnu. Uważał także, że w celu zapobieżenia rebeliom należy podzielić dobra feudalne na mniejsze jednostki, by w ten sposób osłabić ich siłę ekonomiczną i militarną. Jego apele do władcy pozostały jednak zlekceważone. Choć władca zaczął wprowadzać reformy w kształcie proponowanym przez Jia Yi, on sam nie zrobił kariery urzędniczej, a wpływy na dworze mieli jego rywale. Nie mogąc dojść do głosu i pozostawiony na uboczu popełnił ostatecznie samobójstwo.
Do najsłynniejszych dzieł Jia Yi należą historiozoficzny esej o przyczynach upadku państwa Qin, najstarszy znany wiersz typu fu z epoki Han pt. Sowa, oraz poemat poświęcony Qu Yuanowi, w którym przyrównał swój los do losu wielkiego poety, który także nawoływał do uzdrowienia kraju i zlekceważony popełnił samobójstwo.